# Kanton Auxerre-Est
Kanton Auxerre-Est (fr. Canton d'Auxerre-Est) byl francouzský kanton v departementu Yonne v regionu Burgundsko. Skládal se ze sedmi obcí. Zrušen byl po reformě kantonů 2014.

## Obce kantonu
- Augy
- Auxerre (východní část)
- Bleigny-le-Carreau
- Champs-sur-Yonne
- Quenne
- Saint-Bris-le-Vineux
- Venoy